# Lucius Acilius Rufus
Lucius Acilius Rufus war ein römischer Politiker und Senator aus der gens Acilia.
Acilius Rufus stammte aus Thermae Himereae auf Sizilien. 106 war er am Varenusprozess beteiligt. Im März und April 107 war er Suffektkonsul.